# Nelson Mandela 70th Birthday Tribute
Nelson Mandela 70th Birthday Tribute var en rockkonsert som ägde rum den 11 juni 1988 på Wembley Stadium i London för att fira och hylla, men också öka medvetandet om Nelson Mandela som vid denna tid fortfarande satt i fängelse. Tillställningen organiserades av Anti-Apartheid Movement och African National Congress. Konserten direktsändes i 67 länder och cirka 600 miljoner beräknas ha sett den.
Initiativtagare till evenemanget var Tony Hollingsworth, och som värd stod den brittiska komikern Lenny Henry.
Alternativa namn för konserten är Freedomfest, Free Nelson Mandela Concert och Mandela Day.

## Bakgrund

### Uppstart
Tony Hollingsworth fick idén till projektet efter att Jerry Dammers av ska-bandet The Specials 1984 skrivit låten "Free Nelson Mandela" och samtidigt grundat organisationen AAA, Artists Against Apartheid. Under 1986 kontaktade han Greater London Council som han hade producerat ett antal festivaler och konserter åt, vilka eventuellt skulle kunna finansiera AAA. Det visade sig att det inte skulle fungera rent rättsligt då AAA inte var en juridisk enhet.
Han sade till Jerry Dammers att han skulle försöka arrangera en anti-apartheid-konsert om Dammers kunde hitta ett stort namn till konserten. Det dröjde ett år innan han fick ett brev från Simple Minds som var positiva till att medverka på det eventuella evenemanget.
Hollingsworth vision var en hyllning till Nelson Mandela i form av ett stort evenemang som skulle passa bra 1988, samma år som Mandela fyllde 70 år. Hans dröm var att konserten skulle visas på tv världen över och vara det första steget mot Mandelas frigivning samt slutet på den apartheid som fortfarande rådde. Simple Minds var fortfarande intresserade, men bara om han kunde få med ett annat stort band eller artist.

### Bandrekrytering
När Anti Apartheid Movement i London hade gått med på att stötta konserten, bokade Hollingsworth upp Wembley Stadium för den kommande juni, och hade samtidigt fått ett flertal band och artister intresserade. Dock hade knappt någon sagt ett definitivt ja, även om det bara var väldigt få som hade tackat nej.
Hollingworth ville ha Dire Straits till konserten, som under den tiden var ett världens största band och ett sådant som skulle behövas för att mediebolagen runt om i världen skulle vilja sända evenemanget. Bandet ställde samma krav Simple Minds; att fler stora artister skulle vara med.
I mars 1988, tre månader innan den tänkta konserten, annonserades den ut, och då hade band som Dire Straits, Simple Minds, George Michael, Whitney Houston plus många andra äntligen tackat ja. Detta gjorde det även enklare att få med fler artister, bland annat Eurythmics som tidigare hade tackat nej tre gånger.
Hollingsworth ställde som krav på de flesta av de medverkande att de var tvungna att repetera innan konserten, och att han till och med skulle betala de kostnader som kunde uppstå. Dire Straits som inte hade stått på scen tillsammans på två år sedan sin monsterturné, gjorde då det hela till två konserter för fansen i bandets fanclub dagarna innan 11 juni i Hammersmith Odeon. Bandet hade dock ett problem, kompgitarristen Jack Sonni skulle precis bli pappa och de skulle behöva en ersättare. Till publikens och tittarnas förvåning och förtjusning togs den rollen av Eric Clapton, som för en kväll kompade bakom Mark Knopfler i Dire Straits.

## Framträdanden
I den ordning de uppträdde.
- The Farafina Drummers
- Harry Belafonte - Introduktion för Sting
- Sting – Set them free, They dance alone, Every Breath you take, Message in a Bottle
- Lenny Henry - Introduktion för George Michael
- George Michael – Village Ghettoland, If you were my Woman, Sexual Healing
- Sir Richard Attenborough (Tal)
- Whoopi Goldberg och Richard Gere (Tal)
- Richard Gere - Introduktion för The Eurythmics
- The Eurythmics – I need a Man, There must be an Angel, Here comes the Rain again, You have placed a Chill in my Heart, When Tomorrow comes, Sweet Dreams (Are made of this), Brand new Day
- Graham Chapman (Tal)
- The Arnhemland Dancers
- Whoopi Goldberg (Tal)
- Amabuto
- Lenny Henry gör en parodi på Michael Jackson
- Lenny Henry - Introduktion för Al Green
- Al Green – Let's stay together
- Joe Cocker – Unchain my Heart
- Jonathan Butler - True Love never fails
- Freddie Jackson - Jam Tonight
- Ashford & Simpson - Ain't no Mountain high enough
- Natalie Cole - Pink Cadillac
- Al Green, Joe Cocker, Jonathan Butler, Freddie Jackson, Ashford & Simpson, and Natalie Cole - He's got the whole World in his Hand, Higher and higher
- Lenny Henry - Introduktion för Stephen Fry och Hugh Laurie
- Fry & Laurie (Stand-up)
- Tracy Chapman (Första framträdandet) - Why?, Behind the Wall, Talking 'bout a Revolution
- Daryl Hannah - Introduktion för Wet Wet Wet
- Wet Wet Wet - Wishing I was lucky
- Tony Hadley - A Harvest for the World
- Joan Armatrading - Love and Affection
- Midge Ure och Phil Collins - Peace and a restless World
- Paul Carrack - How Long
- Fish - Kayleigh
- Paul Young - Don't dream it's over
- Curt Smith - Everybody wants to rule the World
- Bryan Adams - Somebody
- Bee Gees - You win again, I've gotta get a Message to you
- Ali McGraw och Philip Michael Thomas - Introduktion för Jonas Gwangwa
- Jonas Gwangwa
- Lenny Henry - Introduktion för Salif Keita
- Salif Keita
- Youssou N'Dour - Pitche Mi
- Jackson Browne och Youssou N'Dour - When the Stone begins to turn
- Sly & Robbie och Aswad - Set them free
- Mahlathini and the Mahotella Queens
- Gregory Hines - Introduktion för UB40 och Chrissie Hynde
- UB40 - Rat in mi Kitchen, Red red Wine
- UB40 och Chrissie Hynde - I got you Babe, Breakfast in Bed, Sing our own Song
- Whoopi Goldberg - One Woman Show
- Tracy Chapman (Andra framträdandet) - Fast Car, Across the lines (Note: Therefore that Stevie Wonder's equipment hadn't arrived in time his gig had to be shunted to a later time of the evening. So Tracy Chapman went to the stage a second time)
- Billy Connolly (Tal)
- Hugh Masakela/Miriam Makeba - Soweto Blues
- Miriam Makeba - Pata Pata
- Courtney Pine och IDJ Dancers
- Emily Lloyd och Denzel Washington - Introduktion för Simple Minds
- Simple Minds - Waterfront, Summertime Blues, Mandela Day, Sanctify yourself, East at Easter, Alive and kicking
- Peter Gabriel, Simple Minds - Biko
- Steven Van Zandt, Simple Minds, David Sanborn - Sun City
- Jerry Dammers, Simple Minds - Free Nelson Mandela
- Harry Enfield (Stand-up)
- Amampondo
- Corbin Bernsen och Jennifer Beals - Introduktion för Whitney Houston
- Whitney Houston - Didn't we almost have it all, Love will save the Day, So emotional, Where do broken Hearts go, How will I know, He/ I believe (Duett med hennes mor Cissy Houston), I wanna dance with somebody, The greatest Love of all
- Meat Loaf - Introduktion för Salt-N-Pepa
- Salt-N-Pepa - Push it
- Derek B - Free Mandela
- Stevie Wonder - I just called to say I love you, (Tal), Dark'n'lovely
- The Fat Boys och Chubby Checker - The Twist
- Harry Enfield (Stand-up)
- Billy Connolly (Stand-up)
- Billy Connolly - Introduktion för Dire Straits och Eric Clapton
- Dire Straits med Eric Clapton - Walk of Life, Sultans of Swing, Romeo and Juliet, Money for Nothing, Brothers in Arms, Wonderful Tonight, Solid Rock
- Jessye Norman - Amazing Grace (Finale)